# Marius Ambrosius Capello
Marius Ambrosius Capello (Antwerpen, 22 juni 1597 - Antwerpen, 4 oktober 1676)  was de zevende bisschop van Antwerpen van 1654 tot 1676.

## Leven
Marius Capello werd in 1597 geboren als zoon van de Italiaan Joannes Franciscus Capello en de Nederlandse Maria Boxhorn. Voor zijn beide ouders zou hij later een epitaafbeeld laten ontwerpen in de Sint-Pauluskerk.
In 1612 treedt hij in in de Dominicaner orde en neemt de kloosternaam Ambrosius aan, naar de zalige Ambrosius van Siena en studeert theologie aan de universiteiten van Dowaai, Salamanca en Leuven. Hij werd doctor in de theologie in 1627.
Binnen zijn orde bekleedde Capello verschillende functies, zoals vice-prefect voor de Nederlandse dominicanen. In 1647 werd hij door koning Filips IV van Spanje benoemd tot bisschop van Ieper, maar wegens de Franse bezetting nooit geïnstalleerd.
Op 13 september 1654 werd hij als bisschop van Antwerpen ingezegend door zijn voorganger Gaspard Nemius, die aartsbisschop van Kamerijk werd.
Ambrosius overleed in 1676. Hij werd opgevolgd door Aubertus van den Eede.

## Graftombe

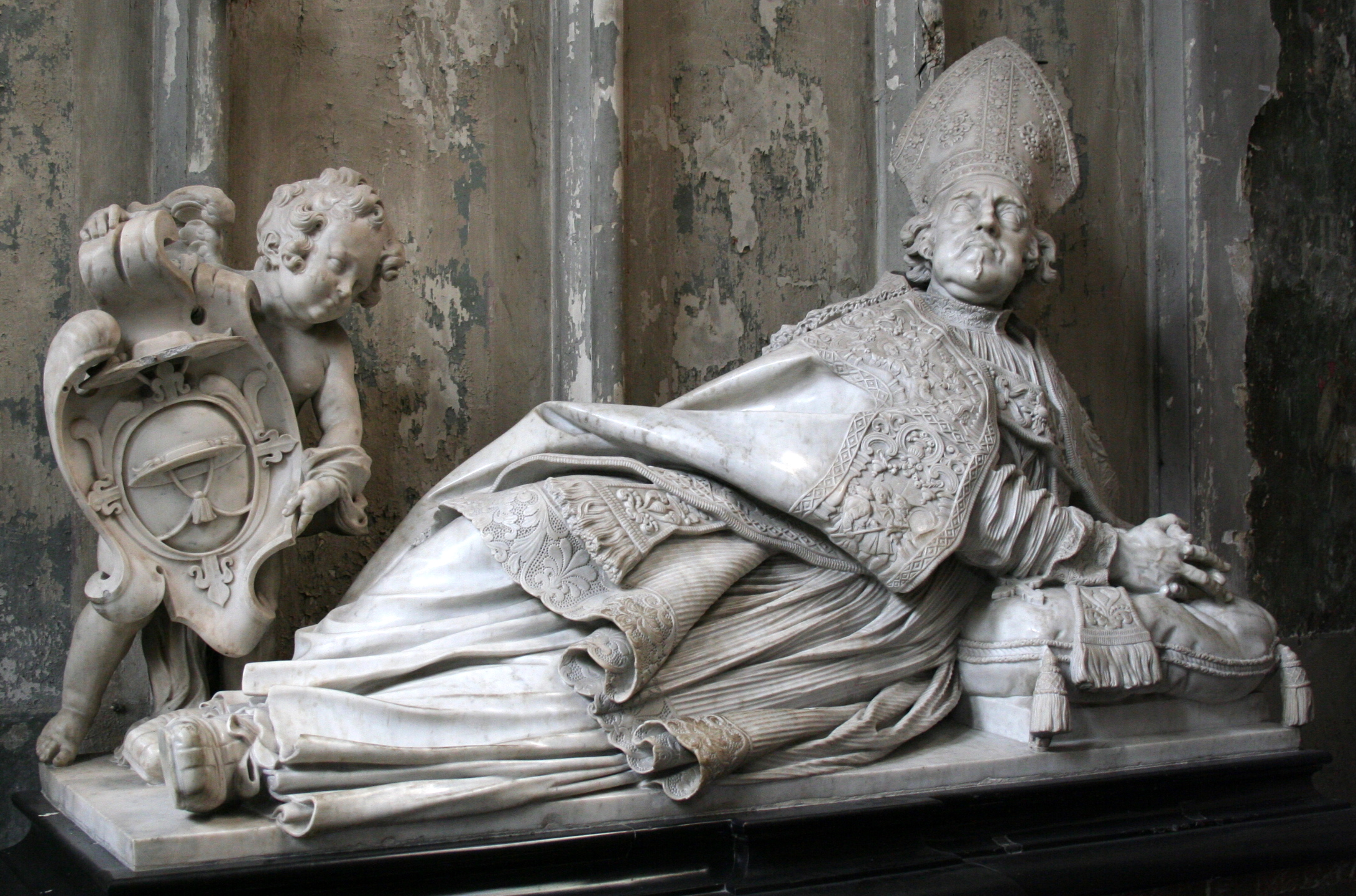
Praalgraf van Ambrosius Capello door Artus Quellinus de Jonge

De barokke graftombe van Capello bevindt zich in de Kathedraal van Antwerpen en is van de hand van Artus Quellinus de Jonge.